# Szenes Endréné
Szenes Endréné, leánykori nevén Solt Anna Mária (Budapest, 1928. október 5. – Budapest, XII. kerület, 2015. november 29.) magyar vegyészmérnök, gazdasági mérnök, egyetemi oktató; a közgazdaság-tudomány kandidátusa (1969).

## Életútja
Solt (Schalk) Márton (1895–1949) és Klein Edit gyermekeként született. 1947-ben a Baár–Madas Református Gimnáziumban érettségizett. A Budapesti Műszaki Egyetem Vegyészmérnöki Karán 1951-ben vegyészmérnöki, 1965-ben vegyipari gazdasági mérnök diplomát szerzett. 1969-ben a közgazdaság-tudomány kandidátusa lett.
1951 és 1953 között a Budapesti Konzervgyár gyakornoka, majd gyártásvezetője, 1953 és 1955 között a Dunakeszi Konzervgyár főmérnöke volt. 1955 és 1958 között az Élelmezésügyi Minisztérium Konzervipari Igazgatóságának a minőségi vezetője volt. 1958 és 1963 között a Budapesti Konzervgyárban főmérnökként tevékenykedett. 1963 és 1986 között a Konzerv-és Paprikaipari Kutatóintézetben dolgozott. 1963 és 1968 között a közgazdasági osztály vezetője, 1968 és 1978 között igazgató-helyettes, 1978 és 1986 között az intézmény igazgatója volt.
1957 és 1989 között képviselte a magyar konzervipart a KGST Élelmiszeripari Állandó Bizottsága Konzervipari Munkacsoportjában, ahol a tagországok tudományos-kutatási, gyártmányfejlesztési, műszaki-szervezési tapasztalatainak nemzetközi megosztása volt a feladata. Részt vett az MTA-Interkozmosz együttműködés keretében új − többnyire űrhajós − élelmiszereket tervező és kivitelező csapat felállításában és vezetésében.
1956-tól ötven éven át szerkesztette a Konzerv- és Paprikaipart, illetve 1990-től annak jogutódját, a Konzervújságot. 1992-ben elindította és szerkesztette a Termelők Kiskönyvtára sorozatot. Nyelvtudásának köszönhetően szakkönyveket fordított. Oktatott a Budapesti Műszaki Egyetemen, a Kertészeti Egyetemen illetve jogutódjainál, doktori, illetve kandidátusi értekezéseket bírált, részt vett az államvizsga bizottságok munkájában.

## Díjai, elismerési
- MTESZ-díj (1980)
- Munka Érdemrend arany fokozata (1986)
- Török Gábor-emlékérem (1998)
- Sigmond Elek-emlékérem (2002)

## Művei
- Besűrítés az élelmiszeriparban, Szenes Endréné, Nadabán Péter
- Konzervipari zsebkönyv, Kardos Ernő, Gyönös Károly, Szenes Endréné,  Műszaki Könyvkiadó, Budapest, 1963

Szerkesztőként
- Zöldségek, gyümölcsök tartósítása savanyítással, tejsavas erjesztéssel
- Gyümölcslevek, gyümölcsborok, szörpök készítése, gyümölcsecet-gyártás
- Cukrászat
- Gyümölcsök és zöldségek szárítása, aszalása
- Környezetvédelem az élelmiszer-ipari kis- és középüzemekben
- A tömény szeszes italok gyártása
- Gyümölcsök tartósítása kisüzemben és a háztartásban
- Fűszerpaprika-őrlemény gyártása kisüzemben, ételízesítők, hidegen sajtolt olajok